# Al-Tahira

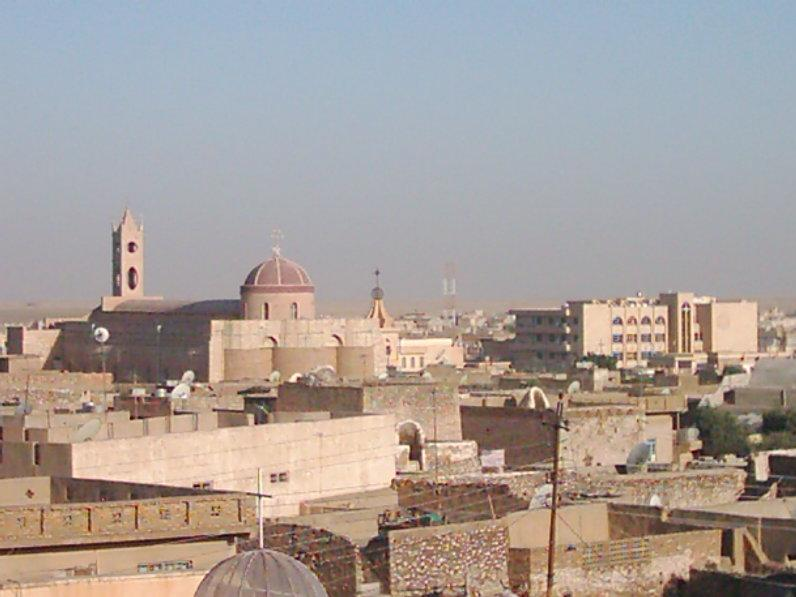
al-Tahira al-Kabira (Große al-Tahira-Kirche) in Baghdida (Irak), 2009

Al-Tahira-Kirche (كنيسة الطاهرة), kurz al-Tahira beziehungsweise aṭ-Ṭāhira (الطاهرة, „die Unbefleckte“, „die unbefleckte Empfängnis“), ist der Name verschiedener katholischer Kirchen im arabischsprachigen Raum, die der Unbefleckten Empfängnis der Jungfrau Maria geweiht sind.

## Liste
Irak
- Große al-Tahira-Kirche von 1948 in Baghdida, syrisch-katholisch
- Syrisch-katholische al-Tahira-Kathedrale, in Mossul, syrisch-katholisch
- Chaldäische al-Tahira-Kathedrale, in Mossul, chaldäisch-katholisch